# 미스터 백
《미스터 백》은 2014년 11월 5일부터 2014년 12월 25일까지 방영된 MBC 수목 미니시리즈이며, 이조영 작가의 카카오페이지 웹소설로 연재된 《올드맨》이 원작이다.
이 드라마는 당초 〈올드맨〉이란 제목으로 SBS 《괜찮아, 사랑이야》 후속작으로 편성하려고 했으나 MBC 수목 미니시리즈로 변경되었다. 또한 20부작으로 기획되었다가 MBC의 요청에 따라 이미 16부작으로 줄여 방송중이다가 다시 2회를 늘려달라고 요청이 있었으나 최종 16부작으로 종영하였다.

## 줄거리
돈, 지위, 명예 어느 것 하나 부러울 것 없는 재벌 회장 70대 노인 '최고봉'이 어느 날 우연한 사고로 30대로 젊어져, 그동안 알지 못했던 진짜 사랑의 감정을 처음으로 느끼게 되는 좌충우돌 판타지 코미디 로맨스 드라마.

## 등장 인물

### 주요 인물
- 신하균 : 최고봉 / 최신형 역 - 대한 리조트 회장
- 장나라 : 은하수 역 - 리조트 인턴사원
- 이준 : 최대한 역 - 최고봉 아들. 리조트 기획1팀 이사
- 박예진 : 홍지윤 역 - 리조트 홍보실장

### 최고봉의 주변 인물
- 정석원 : 정이건 역 -리조트 기획2팀 이사
- 황보라 : 유난희 역 - 리조트 프론트
- 고윤 : 강기찬 역 - 리조트 빌보이
- 조미령 : 최미혜 역 - 최고봉 여동생
- 전국환 : 최영달 역 - 최고봉 남동생
- 황영희 : 이인자 역 - 최영달의 아내
- 이문식 : 성경배 역 - 최고봉의 운전기사이자 수행비서

### 은하수의 주변 인물
- 장성범 : 은명수 역 - 은하수의 동생
- 이미도 : 손우영 역 - 은하수의 베프
- 이미영 : 고정숙 역 - 은하수의 엄마

### 그 외 인물들
- 김난희 : 엄씨 역
- 박성근 : 윤 집사 역
- 이두석 : 양 검사 역

### 특별 출연
- 김용건
- 김병옥 : 흉부외과 전문의 김병옥 역
- 김보연 : 박에스더 역
- 김하균 : 점쟁이 역

## 시청률
최저 시청률과 최고 시청률은 시청률 조사회사와 지역별로 시청률에 차이가 있을 수 있습니다.
| 2014년      | 2014년      | 2014년         | 2014년       | 2014년         | 2014년       |
| 회차        | 방송일      | TNmS 시청률    | TNmS 시청률  | AGB 시청률     | AGB 시청률   |
| 회차        | 방송일      | 대한민국(전국) | 서울(수도권) | 대한민국(전국) | 서울(수도권) |
| ----------- | ----------- | -------------- | ------------ | -------------- | ------------ |
| 제1회       | 11월 5일    | 13.1%          | 16.9%        | 14.2%          | 16.1%        |
| 제2회       | 11월 6일    | 12.4%          | 15.2%        | 13.9%          | 16.5%        |
| 제3회       | 11월 12일   | 10.8%          | 13.1%        | 11.6%          | 13.1%        |
| 제4회       | 11월 13일   | 12.1%          | 15.9%        | 13.3%          | 15.4%        |
| 제5회       | 11월 19일   | 10.9%          | 14.6%        | 11.2%          | 12.8%        |
| 제6회       | 11월 20일   | 10.4%          | 14.1%        | 11.1%          | 12.3%        |
| 제7회       | 11월 26일   | 10.2%          | 13.0%        | 10.9%          | 12.6%        |
| 제8회       | 11월 27일   | 10.0%          | 13.0%        | 10.0%          | 11.5%        |
| 제9회       | 12월 3일    | 9.5%           | 11.9%        | 10.5%          | 12.0%        |
| 제10회      | 12월 4일    | 9.8%           | 13.0%        | 10.4%          | 12.0%        |
| 제11회      | 12월 10일   | 8.9%           | 10.9%        | 9.1%           | 10.4%        |
| 제12회      | 12월 11일   | 8.8%           | 10.3%        | 9.5%           | 10.6%        |
| 제13회      | 12월 17일   | 9.0%           | 11.4%        | 9.0%           | 10.4%        |
| 제14회      | 12월 18일   | 9.0%           | 10.3%        | 9.2%           | 10.3%        |
| 제15회      | 12월 24일   | 8.1%           | 9.8%         | 8.8%           | 10.4%        |
| 제16회      | 12월 25일   | 9.1%           | 12.1%        | 10.6%          | 12.1%        |
| 평균 시청률 | 평균 시청률 | 10.1%          | 12.8%        | 10.8%          | 12.4%        |

## 수상
- 2014년 MBC 연기대상 미니시리즈 여자 최우수상 / 베스트 커플상/ 여자 인기상 장나라
- 2014년 MBC 연기대상 남자 인기상 신하균

## 동시간대 드라마
- KBS 수목드라마

《아이언맨》 ((2015년 1월 7일 ~ 2015년 3월 12일))
《왕의 얼굴》 (2014년 11월 19일 ~ 2015년 2월 5일)
- SBS 드라마 스페셜

《내겐 너무 사랑스러운 그녀》 (2014년 9월 17일 ~ 2014년 11월 6일)
《피노키오》 (2014년 11월 12일 ~ 2015년 1월 15일)

## 같이 보기
- 원작 소설 카카오페이지 웹소설 《올드맨》 보관됨 2014-11-08 - 웨이백 머신